# Ридала
Ри́дала (эст. Ridala ) — бывшая волость в Эстонии в составе уезда Ляэнемаа.

## Описание
Площадь волости — 253,4 км², численность населения на 1 января 2008 года составляла 3017 человек.
Административный центр волости — посёлок Ууэмыйза. Помимо этого, на территории волости находятся ещё один посёлок — Паралепа и 56 деревень.
Часть территории волости находится во владении заповедника Матсалу.

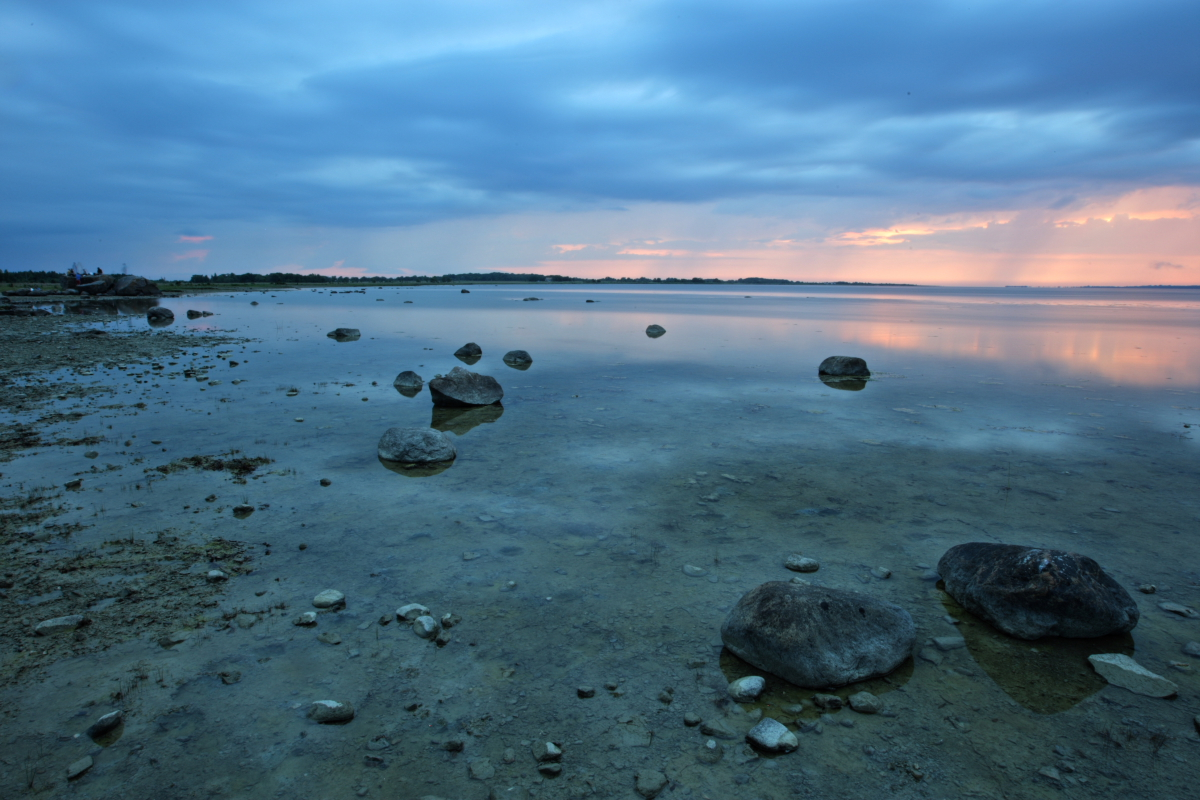
Вид на залив Матсалу
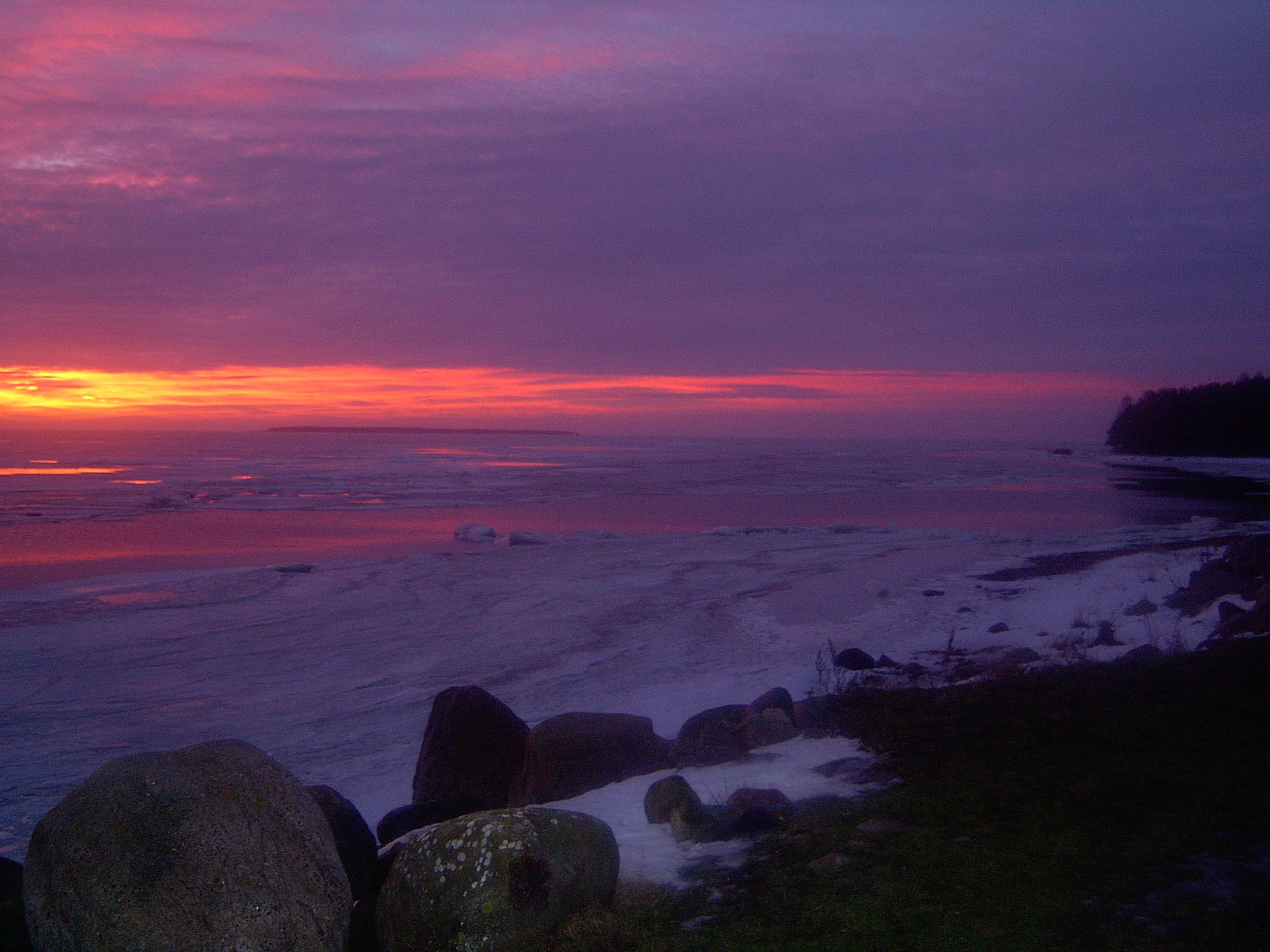
Вид на пролив Вяйнамери